# Primi ministri di Haiti
I primi ministri di Haiti dal 1988 ad oggi sono i seguenti.
La carica di primo ministro di Haiti (in lingua francese: Premier ministre d'Haïti, in creolo haitiano: Premye Minis Ayiti) è quella del capo del governo di haiti, istituita nella costituzione del 1987.
Prima tutti i poteri esecutivi erano tenuti del Capo dello Stato (Presidente di Haiti), che nominava e guidava il Consiglio dei Ministri.

## Lista
| #                                                  | Immagine | Nome                                   | Mandato          | Mandato          | Mandato             | Partito                                                      |
| #                                                  | Immagine | Nome                                   | Inizio           | Fine             | Durata              | Partito                                                      |
| -------------------------------------------------- | -------- | -------------------------------------- | ---------------- | ---------------- | ------------------- | ------------------------------------------------------------ |
| 1                                                  |          | Martial Célestin                       | 9 febbraio 1988  | 20 giugno 1988   | 132 giorni          | Indipendente                                                 |
| Carica abolita (20 giugno 1988 - 13 febbraio 1991) |          |                                        |                  |                  |                     |                                                              |
| 2                                                  |          | René Garcia Préval                     | 13 febbraio 1991 | 11 ottobre 1991  | 240 giorni          | Organizzazione Politica Lavalas                              |
| 3                                                  |          | Jean-Jacques Honorat                   | 11 ottobre 1991  | 19 giugno 1992   | 252 giorni          | Indipendente                                                 |
| 4                                                  |          | Marc Louis Bazin                       | 19 giugno 1992   | 30 agosto 1993   | 1 anno, 72 giorni   | Movimento per l'Instaurazione della Democrazia ad Haiti      |
| 5                                                  |          | Robert Malval                          | 30 agosto 1993   | 8 novembre 1994  | 1 anno, 70 giorni   | Indipendente                                                 |
| 6                                                  |          | Smarck Michel                          | 8 novembre 1994  | 7 novembre 1995  | 364 giorni          | Organizzazione Politica Lavalas                              |
| 7                                                  |          | Claudette Antoine Werleigh             | 7 novembre 1995  | 27 febbraio 1996 | 112 giorni          | Organizzazione Politica Lavalas                              |
| 8                                                  |          | Rosny Smarth                           | 27 febbraio 1996 | 20 ottobre 1997  | 1 anno, 235 giorni  | Organizzazione Politica Lavalas                              |
| Carica vacante (21 ottobre 1997 - 26 marzo 1999)   |          |                                        |                  |                  |                     |                                                              |
| 9                                                  |          | Jacques-Édouard Alexis                 | 26 marzo 1999    | 2 marzo 2001     | 1 anno, 341 giorni  | Famiglia Lavalas                                             |
| 10                                                 |          | Jean Marie Chérestal                   | 2 marzo 2001     | 15 marzo 2002    | 1 anno, 13 giorni   | Famiglia Lavalas                                             |
| 11                                                 |          | Yvon Neptune                           | 15 marzo 2002    | 12 marzo 2004    | 1 anno, 363 giorni  | Famiglia Lavalas                                             |
| 12                                                 |          | Gérard Latortue                        | 12 marzo 2004    | 9 giugno 2006    | 2 anni, 89 giorni   | Indipendente                                                 |
| –                                                  |          | Henri Bazin in loco per Latortue       | 23 maggio 2006   | 9 giugno 2006    | 17 giorni           |                                                              |
| (9)                                                |          | Jacques-Édouard Alexis                 | 9 giugno 2006    | 5 settembre 2008 | 2 anni, 88 giorni   | Fronte della Speranza                                        |
| 13                                                 |          | Michèle Duvivier Pierre-Louis          | 5 settembre 2008 | 11 novembre 2009 | 1 anno, 67 giorni   | Indipendente                                                 |
| 14                                                 |          | Jean-Max Bellerive                     | 11 novembre 2009 | 18 ottobre 2011  | 1 anno, 341 giorni  | Fronte della Speranza                                        |
| 15                                                 |          | Garry Conille                          | 18 ottobre 2011  | 16 maggio 2012   | 211 giorni          | Indipendente                                                 |
| 16                                                 |          | Laurent Lamothe                        | 16 maggio 2012   | 14 dicembre 2014 | 2 anni, 218 giorni  | Indipendente                                                 |
| –                                                  |          | Florence Duperval Guillaume ad interim | 21 dicembre 2014 | 16 gennaio 2015  | 27 giorni           | Indipendente                                                 |
| 17                                                 |          | Evans Paul                             | 16 gennaio 2015  | 26 febbraio 2016 | 1 anno, 41 giorni   | Alleanza Democratica                                         |
| 18                                                 |          | Fritz-Alphonse Jean                    | 26 febbraio 2016 | 28 marzo 2016    | 31 giorni           | Unità Patriottica                                            |
| 19                                                 |          | Enex Jean-Charles                      | 28 marzo 2016    | 21 marzo 2017    | 358 giorni          | Indipendente                                                 |
| 20                                                 |          | Jack Guy Lafontant                     | 21 marzo 2017    | 16 agosto 2018   | 1 anno, 180 giorni  | Movimento Democratico di Haiti - Raduno Democratico di Haiti |
| 21                                                 |          | Jean-Henry Céant                       | 16 agosto 2018   | 21 marzo 2019    | 185 giorni          | Indipendente                                                 |
| —                                                  |          | Jean-Michel Lapin ad interim           | 21 marzo 2019    | 4 marzo 2020     | 349 giorni          | Indipendente                                                 |
| 22                                                 |          | Joseph Jouthe                          | 4 marzo 2020     | 14 aprile 2021   | 1 anno, 41 giorni   | Indipendente                                                 |
| —                                                  |          | Claude Joseph ad interim               | 14 aprile 2021   | 20 luglio 2021   | 97 giorni           | Indipendente                                                 |
| —                                                  |          | Ariel Henry ad interim                 | 20 luglio 2021   | 24 aprile 2024   | 2 anni, 279 giorni  | Indipendente                                                 |
| —                                                  |          | Michel Patrick Boisvert ad interim     | 25 febbraio 2024 | 3 giugno 2024    | 108 giorni          | Indipendente                                                 |
| (15)                                               |          | Garry Conille ad interim               | 3 giugno 2024    | 11 novembre 2024 | 161 giorni          | Indipendente                                                 |
| —                                                  |          | Alix Didier Fils-Aimé ad interim       | 11 novembre 2024 | in carica        | 0 anni e 125 giorni | Verità                                                       |